# Louis III de Löwenstein
Pour les articles homonymes, voir Löwenstein (homonymie).
Louis III, comte de Löwenstein (17 février 1530 à Vaihingen - 13 mars 1611 à Wertheim) est comte de Löwenstein-Wertheim de 1571 jusqu'à sa mort.

## Biographie
Louis III est un fils du comte Frédéric Ier de Löwenstein (1502-1541) (fils du comte Louis Ier) et de son épouse Hélène de Königsegg (1509-1566).
À l'âge de 18 ans, il arrive à la cour impériale de Vienne où il se voit confier le commandement d'un régiment de cavalerie avec 1 000 chevaux. Peu de temps après, il se rend en Bourgogne où il travaille pour l'électeur palatin Frédéric II du Palatinat en tant qu'ambassadeur auprès de diverses cours. En 1557, il est envoyé à la Diète de Ratisbonne, où il est conseiller impérial du roi Ferdinand Ier, bien qu'il soit lui-même protestant. Il représente plus tard l'empereur Maximilien II à plusieurs diètes. En 1559, il est nommé membre du Conseil aulique. L'archiduc Charles II d'Autriche-Styrie le nomme gouverneur de Carinthie, Carniole et Styrie.
Louis possède le comté de Löwenstein, qui relève de la souveraineté du duché de Wurtemberg. Le 3 septembre 1566, il épouse la comtesse Anna de Stolberg (1548-1599), fille du comte Louis de Stolberg. Il a d'abord cherché à épouser la sœur aînée d'Anna, Catherine, qui est mariée à Michael III, le dernier comte de Wertheim. Après la mort de Michael III en 1566, Louis de Stolberg hérite de Wertheim. À sa mort en 1574 sans héritier masculin, la seigneurie de Rochefort tombe entre les mains de sa fille Anna. Un différend éclate entre ses gendres au sujet du comté de Wertheim. À partir de 1580, Louis III se fait appeler comte de Löwenstein-Wertheim. Cependant, il faut attendre 1598 pour qu'il puisse prendre possession de Wertheim.
Les gendres de Louis de Stolberg gouvernent à tour de rôle le comté de Stolberg. Ces gendres sont Louis III, marié à Anna, la plus jeune sœur, et le comte Philippe d'Eberstein, marié à Catherine, la sœur aînée, et le comte Dietrich de Manderscheid, marié à Elisabeth, la deuxième sœur. Après la mort de Philippe à Remlingen en 1589 et de Dietrich à Schleiden en 1593, Louis espérait régner seul sur Stolberg. Cependant, Elisabeth épouse ensuite Guillaume de Krichingen, catholique et qui conteste les revendications de Louis III sur Stolberg jusqu'à sa mort en 1610.

## Descendance
Louis III et Anna ont quatre fils et sept filles. Leurs fils sont :
- Christophe Louis (3 mai 1568 - 17 février 1618), marié en 1592 à la comtesse Elisabeth Amélie de Manderscheid-Schleiden (27 juillet 1569 - 26 octobre 1621), héritière du comté de Virnebourg. Christophe Louis et Elisabeth Amélie fondent la ligne protestante Löwenstein-Wertheim-Virnebourg, qui est élevée comme prince de Loewenstein-Wertheim-Freudenberg en 1812 ;
- Louis IV (30 mai 1569 - 24 août 1635), marié : 
  1. en 1605 Gertrude de Schutzbar genannt Milchling
  2. en 1634, la comtesse Juliana de Wied-Runkel (n. c. 1580, fille du comte Guillaume IV de Wied-Runkel (1560-1612) et de Jeanne-Sibylle de Hanau-Lichtenberg (1564-1636) ;
- Wolfgang Ernest (5 août 1578 - 26 mai 1636), marié en 1625 à la comtesse Barbara de Hohenlohe-Waldenbourg (22 juin 1592 - mars 1665) ;
- Johann Dietrich, comte de Löwenstein-Wertheim-Rochefort (31 janvier 1585 - 6 mars 1644), marié en 1610 avec Josina de la Marck (3 janvier 1583 - 26 février 1626). Il était le fondateur de la lignée catholique de Löwenstein-Wertheim-Rosenberg.

## Héritage
Louis III essaie de régler la succession après sa mort dans le Statutum gentilicium de 1597. Cependant, après sa mort, ses quatre fils contestent leur héritage et divisent le comté en 1611 et 1613.